# Santos Futebol Clube de Angola
Santos Futebol Clube de Angola, kurz Santos FC genannt, ist ein angolanischer Fußballverein aus Viana, nahe der Hauptstadt Luanda. Der Verein trägt auch den Spitznamen Inter.
Der Santos FC empfängt seine Gäste im 17.000 Zuschauer fassenden Estádio do Santos in Viana, weicht aber gelegentlich auch auf das Estádio dos Coqueiros in Luanda aus.
Der Verein gründete sich im Jahr 2002, inspiriert durch den brasilianischen Traditionsverein FC Santos. Im Jahr 2008 gewann der Klub den Landespokal, die Taça de Angola. 2009 gelang ihm dann der Gewinn des angolanischen Supercups, der Supertaça de Angola.
Der Klub gehörte zu den etablierten Vereinen des Girabola, der obersten Profiliga Angolas. 2013 beendete der Santos FC die Saison jedoch auf dem 16. und damit letzten Platz, so dass er in die zweite Liga, dem Gira Angola abstieg. 

## Erfolge
- Taça de Angola (Pokal): 2008
- Supertaça de Angola (Supercup): 2009
- CAF Confederation Cup: Teilnahme 2009 (nach Gruppenphase ausgeschieden)